# Милош Арсеновић
Милош Арсеновић српски је математичар и универзитетски професор.
Он је редовни професор Математичког факултета у Београду.
Докторат је стекао на Универзитету Беркли, 1988. године са тезом 
.